# Anna Mahé
Anna Rose Marie Mahé (geboren am 31. Juli 1882 in Bourgneuf-en-Retz; gestorben am 8. November 1960 in Clichy) war eine französische anarchistische und kommunistische Aktivistin.

## Leben

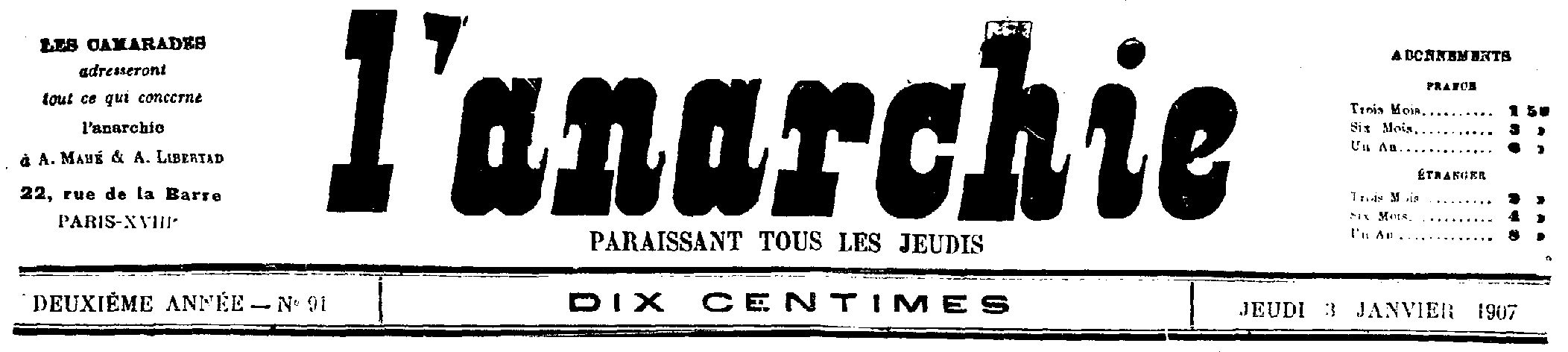
L’Anarchie 1907

Anna Mahé wurde als Tochter von Pierre Marie Armand Mahé, einem Schuhmacher, und Eulalie Flavie Eugénie Brosseau geboren. Sie studierte in Nantes, um Lehrerin zu werden. Nach ihrem Abschluss im Jahr 1900 wurde sie Lehrerin an derselben Schule. 1902 wurde sie an eine Landschule in Les Sorinières berufen. Zu dieser Zeit stand sie bereits unter dem Einfluss des Libertarismus und begann, antikapitalistische, antimilitaristische und antipatriotische Äußerungen zu tätigen. Als Mahés Unterrichtsstil 1903 von einem Schulinspektor untersucht wurde, wurde konstatiert, dass sie auf eine Weise unterrichte, die „der Gesellschaft und ihren Institutionen feindlich gesinnt“ war. Sie wurde wegen beruflichen Fehlverhaltens angeklagt, obwohl der Inspektor aufgrund Mahés Jugend um Milde bat.
Anfang des 20. Jahrhunderts kam sie nach Paris und schloss sich dort der individualistisch-anarchistischen Bewegung an, für die sie sich ebenso wie ihre Schwester Armandine, die zur gleichen Zeit wie sie nach Paris gekommen war und ebenfalls Lehrerin war, als Vollzeitpropagandistin engagierte.
Als Befürworterin der freien Liebe wurde Mahé im Oktober 1902 die Lebensgefährtin von Albert Libertad (1875–1908). Am 26. April 1904 brachte sie ihren Sohn Émile Marcel zur Welt, der im Rathaus des 18. Arrondissements ohne Angabe der Eltern registriert wurde. Libertad, seit Juli 1903 Lebensgefährte ihrer Schwester Armandine, war der Vater. Das Kind wurde von seinen Eltern Minuscule oder Minus genannt, da sie ihm keinen Vornamen geben wollten.
Einen großen Teil ihrer Tätigkeit widmete sie der Reform der Rechtschreibung. Im Jahr 1904 schrieb sie in Le Libertaire Artikel in vereinfachter „Ortografi“.
1905 verließ sie zusammen mit anderen Individualisten Le Libertaire und gründet mit Albert Libertad die Zeitung L’Anarchie. Diese Zeitung führte sie nach dem Tod Libertads 1908 weiter. Sie verfasste dort zahlreiche Artikel über Bildung und Erziehung.
Es kam bei L’Anarchie früh zu einem Konflikt, weil Libertad angeblich Geld von Mitarbeitern der Zeitung veruntreut hatte. Obwohl Armandine Mahé zu den Anklägern gehörte, verteidigte Anna Mahé Libertad gegen die Vorwürfe. Sie verteidigte Libertad erneut während seines Prozesses im Jahr 1908, in dem er schließlich freigesprochen wurde. Doch die Konflikte innerhalb des Kollektivs von L’Anarchie hielten an.  Als er im Krankenhaus im Sterben lag, erhielt er keinen Besuch, da beide Mahé-Schwestern den Kontakt zu ihm abgebrochen hatten. Sie gaben nach Libertads Tod im Januar 1909 ihre Arbeit bei der Zeitung auf, als André Lorulot die Leitung der Causeries populaires (Populäre Plaudereien) übertragen wurde. Sie trat daraufhin der von Pierre Martin geleiteten Kommission zur Reorganisation der Zeitung Le Libertaire bei, die die Wochenzeitung neu ausrichtete, um sie in ein ausschließlich libertär-kommunistisches und revolutionär-syndikalistisches Organ umzuwandeln.

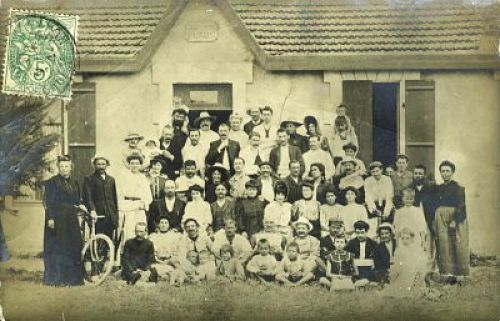
Postkarte aus Libertaire-Plage

Nach der Gründung der Kolonie Libertaire-Plage 1905 in Châtelaillon-Plage organisierte sie jedes Jahr im Juli eine Reise in die Charente-Maritime und „ermutigte die Genossinnen und Genossen, ihre Kinder dorthin zu schicken“. Sie veröffentlichte Berichte in L’Anarchie, in denen sie die Aufenthalte an „diesem wunderschönen Sandstrand, den die Bourgeois nicht überrennen werden, weil wir gut aufpassen“, beschrieb.
Anlässlich des Eisenbahnstreiks im Oktober 1910 wurde sie wegen Verleumdung der Land- und Seestreitkräfte und wegen „Anstiftung zu Mord und Plünderung“ im Zusammenhang mit einem antimilitaristischen Artikel mit dem Titel „Ratschläge einer Mutter an ihren Sohn“ verhaftet, der am 2. Oktober in Le Libertaire erschienen war. Nach mehreren Monaten Untersuchungshaft wurde sie am 24. Februar 1911 zusammen mit dem Herausgeber von Le Libertaire, Émile Dulac, vor ein Schwurgericht gestellt. Bei der Verhandlung erklärte sie, eine „antimilitaristische Mutter“ zu sein. Sie wurde freigesprochen.
1912 lebte sie mit ihrem Sohn und ihrem neuen Partner André de Blasiis in Asnières-sur-Seine. Während sie wegen des Diebstahls einer Schreibmaschine auf Bewährung lebte, arbeitete das Paar zusammen, wobei de Blasiis Schuhe herstellte, die Mahé auslieferte. 1913 zogen sie ins Baskenland, wo das Paar bis 1917 jeweils einen anderen Partner heiratete. Mahé heiratete Pierre Georges Miremont. Die beiden Paare lebten bis in die 1920er Jahre zusammen in Bayonne. Miremont wurde ein erfolgreicher Spielzeughersteller, der sie bis in die 1950er Jahre finanziell unterstützte. 1958 verkaufte sie das Unternehmen und zog nach Colombes, wo sie bei ihrer Schwester lebte. Anna Mahé starb am 8. November 1960 im Krankenhaus von Clichy-La Garenne. Sie wurde auf dem Friedhof Père Lachaise beigesetzt.

## Werke

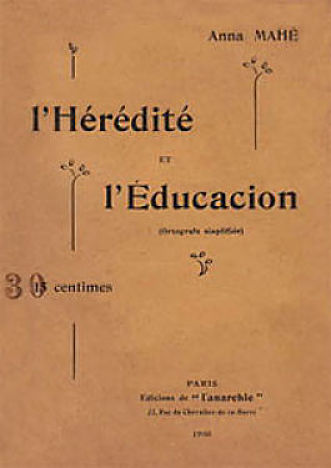
L’Hérédité et l’éducacion ortografe simplifiée

- Émile Armand: Qu'est-ce qu’un anarchiste? Thèses et opìnions. Editions de "l'anarchie, 1908, Vorwort Anna Mahé (google.de).
- Anna Mahé, A. Libertad: L’Hérédité et l’éducacion ortografe simplifiée. Edicions de l'anarchie, 1908 (ephemanar.net).
- Beiträge in den Zeitungen Le Libertaire[19] und L’Anarchie[20]